# 狭翅羊耳蒜
狭翅羊耳蒜（学名：Liparis bootanensis var. angustissima）为兰科羊耳蒜属下的一个变种。

## 扩展阅读
- 維基物種上的相關：狭翅羊耳蒜